# 緑台 (神戸市)
緑台（みどりだい）は、兵庫県神戸市須磨区の町名。丁目は振り分けられていない。郵便番号は654-0163

## 地理
須磨区に所属している。東は西落合に接する。西は学園東町に接する。北は弥栄台、南は名谷町と接する。
ほぼ全域が神戸総合運動公園の敷地となっている。

## 交通
地下鉄とJRが通っている。なお、域内で市バスの発着はない。
総合運動公園駅の南東側には地下鉄と新幹線が交差している箇所がある。

### JR
山陽新幹線　※ただし駅はない

### 私鉄・地下鉄
神戸市営地下鉄西神山手線　総合運動公園駅

## 校区
市立小・中学校に通う場合、校区は以下の通りとなる
| 区域 | 小学校       | 中学校       |
| ---- | ------------ | ------------ |
| 全域 | 菅の台小学校 | 竜が台中学校 |

## 施設
神戸総合運動公園
- ほっともっとフィールド神戸
- 神戸総合運動公園 補助競技場
- 神戸総合運動公園 ユニバー記念競技場
- ユニバースポーツクラブ
- 神戸総合運動公園 球技場
- 神戸総合運動公園 テニスコート
- 中央広場
- 水のくに
- グリーンアリーナ神戸
- 自然のくに
- こどものとりで
- コスモスの丘
- 冒険のくに

### 店舗
- トップスピン
- ローソン神戸総合運動公園店

### 像
- 勝利者の像
- 緑のチャリティーモニュメント
- いざない

### その他
- 中央広場の噴水
- 風景船
- 神戸総合運動公園 管理センター